# Wedusan (Dukuhseti)
Wedusan is een bestuurslaag in het regentschap Pati van de provincie Midden-Java, Indonesië. Wedusan telt 3365 inwoners (volkstelling 2010).